# L'Astronaute
Ne doit pas être confondu avec L'Astronaute (film).
L'Astronaute est une série de bande dessinée créée par le dessinateur Jean-Philippe Morin et le scénariste Mario Malouin, prépubliée en 2005 dans le no 3530 du journal Spirou et éditée en album en 2008 chez l'éditeur Glénat.
La série est abandonnée.

## Description

### Synopsis
Jim, petit héros solitaire, a pour mission d'explorer l'Univers dans sa petite capsule spatiale.

### Personnage
- Jim, petit héros solitaire

## Publications

### Album
- 1 L'Astronaute, Glénat, coll. « Agenda », 2008
Scénario : Mario Malouin - Dessin et couleurs : Jean-Philippe Morin -  (ISBN 9782923621029)

### Revue
- Spirou no 3530 (2005)